# Chiesa di Sant'Andrea Apostolo (Pontecchio Polesine)
La chiesa di Sant'Andrea Apostolo è la parrocchiale di Pontecchio Polesine, in provincia di Rovigo e diocesi di Adria-Rovigo; fa parte del vicariato di Crespino-Polesella.

## Storia
La prima citazione di una chiesa a Pontecchio Polesine risale al 1054. Dalla relazione della visita del 1574 s'apprende che la chiesetta di Pontecchio disponeva di cinque altari. Questo edificio fu riedificato nel 1592. 
La nuova parrocchiale venne edificata tra il 1638 ed il 1642 e consacrata il 22 settembre di quello stesso anno.

L'altar maggiore fu posto nel 1716. Infine, nel 1985 e nel 2001 la chiesa venne ristrutturata.

## Descrizione

### Esterno
Di fronte alla facciata della chiesa si trova il campanile. Al suo interno ospita uno dei pochi concerti polesani che si è salvato dalla requisizione bellica del 1943. Le 4 campane sono state fuse dalla fonderia Daciano Colbachini di Padova nel 1915; di queste, la campana maggiore è stata rifusa nel 1992. Le campane fino alla fine degli anni '60 erano a slancio (manuali) con ceppi e telaio in legno. In seguito sono state elettrificate a battaglio cadente.

### Interno
All'interno sono conservate diverse opere di pregio, tra le quali gli altari della Beata Vergine del Rosario (1782), di Sant'Andrea, che, già dedicato alla Madonna del Carmine, fu realizzato nel 1785, e quello del Crocifisso, risalente al 1789, il fonte battesimale di Virgilio Milani, donato alla parrocchia nel 1944, ed un affresco raffigurante le Tre Virtù Teologali, dipinto da Pietro Benatelli.
Nella cantoria in controfacciata si trova l'organo, costruito dalla ditta F.lli Pugina nel 1896. È stato restaurato nel 2007 per iniziativa del parroco Don Claudio Ghirardello.